# Mokošín
Mokošín (en allemand : Mokoschin) est une commune du district et de la région de Pardubice, en République tchèque. Sa population s'élevait à 168 habitants en 2024.

## Nom
Son nom pourrait être associé à celui de l'ancienne divinité slave Mokoch.

## Géographie
Mokošín se trouve à 3 km au sud de Přelouč, à 16 km à l'ouest-sud-ouest de Pardubice, à 29 km au sud-ouest de Hradec Králové et à 82 km à l'est de Prague.
La commune est limitée par Přelouč au nord et à l'est, par Jedousov au sud et par Brloh à l'ouest.

## Histoire
La première mention écrite du village date de 1073.

## Transports
Par la route, Mokošín se trouve à 4 km de Přelouč, à 20 km de Pardubice et à 101 km de Prague. 